# Tempesta sul Nilo
Tempesta sul Nilo (Storm Over the Nile) è un film del 1955 diretto da Zoltán Korda e Terence Young.
È il remake del film diretto dallo stesso Zoltán Korda nel 1939 Le quattro piume, a sua volta quarto adattamento del romanzo omonimo di A. E. W. Mason dopo quelli del 1915, 1921 e 1929.

## Trama
Alla fine del XIX secolo, durante le guerre coloniali sotto il regno della regina Vittoria, l'ufficiale Harry Feversham fa parte di un reparto di élite dell'esercito britannico. Alla vigilia di una spedizione in Sudan, decisa dopo che gli inglesi sono stati attaccati dai ribelli, Harry decide di rassegnare le proprie dimissioni dall'esercito per poter sposare la bella Mary Burroughs. In breve tempo riceverà dai suoi tre amici più cari un biglietto con una piuma bianca, in segno della sua codardia. Quando Mary gli consegna la quarta piuma, Harry si decide a dimostrare il proprio valore e si reca in incognito in Sudan dove darà prova del suo coraggio.

## Produzione
(Alexander Korda)
Negli anni cinquanta, di fronte al calo di pubblico nelle sale causato dalla concorrenza della televisione, Sir Alexander Korda comprese la necessità di cambiare il modo in cui venivano realizzati i film. Invece di produrre diversi piccoli film all'anno, spostò la sua London Films verso la produzione di un minor numero di "grandi film". Per il remake di Le quattro piume del 1939, uno dei suoi più grandi successi del passato, decise quindi di sfruttare il nuovo sistema CinemaScope, un procedimento speciale di ripresa e proiezione per schermo panoramico da poco introdotto dalla 20th Century Fox.
Korda si occupò delle riprese in Sudan, durante le quali furono impiegati veri militari del Regno Unito di stanza nel Paese per avere un numero sufficiente di "bianchi" che interpretassero i soldati britannici. Terence Young supervisionò invece le sequenze girate in Inghilterra, negli Shepperton Studios da poco acquisiti dai Fratelli Boulting.
Korda e Fisher utilizzarono "parola per parola" la sceneggiatura del film del 1939 scritta da Robert Cedric Sherriff, oltre ad un gran numero di sequenze tratte dello stesso film che vennero poi combinate con quelle appena girate. Tra le tante, una scena in cui compare John Laurie nel ruolo del califfo Abdullah e l'intera battaglia finale.
L'unica vera differenza fu rappresentata dal cast. Per il ruolo del protagonista Harry Faversham, che era stato di John Clements, venne scelto uno degli idoli dei matinée di quel periodo, Anthony Steel, mentre il personaggio di John Durrance (già interpretato da Ralph Richardson) fu affidato a Laurence Harvey, reduce dal successo in Giulietta e Romeo di Renato Castellani. Il ruolo di Ethne Burroughs, interpretata nel 1939 da June Duprez, fu ribattezzato "Mary" e assegnato all'esordiente attrice scozzese Mary Ure. L'attore inglese Kenneth More sarebbe stato contattato da Alexander Korda per uno dei ruoli principali, rifiutando per partecipare a Profondo come il mare di Anatole Litvak, prodotto dallo stesso Korda.
Anche se il regista Zoltán Korda si lamentò del risultato finale per l'allungamento delle immagini sullo schermo panoramico (che secondo lui facevano somigliare i cammelli a dei greyhound), l'attenta gestione delle sequenze vecchie e nuove rappresentò l'unico elemento del film elogiato dalla critica.

## Distribuzione
Il film è stato distribuito nel Regno Unito dal 26 dicembre 1955.
Nel 1993 è stato proiettato alla 43ª edizione del Festival di Berlino, in una retrospettiva dedicata ai film girati con il sistema CinemaScope dal 1953 al 1967.

### Date di uscita
- Regno Unito (Storm Over the Nile) - 26 dicembre 1955
- Portogallo (As Quatro Penas) - 9 gennaio 1956
- Danimarca (Storm over Nilen) - 16 gennaio 1956
- Svezia (De fyra fjädrarna) - 24 febbraio 1956
- Finlandia (Myrsky yli Niilin) - 22 giugno 1956
- USA (Storm Over the Nile) - 22 giugno 1956

## Critica
Nella recensione sul sito AllMovie, Craig Butler lo definisce «un rifacimento perfettamente inutile» di Le quattro piume del 1939 e «un film meramente superficiale e moderatamente piacevole».